# Côte de Nuits

Weinbaugebiet Côte de Nuits

Die Côte de Nuits ist eines der bekanntesten Weinbaugebiete und befindet sich nördlich von Beaune in der Côte d’Or in Burgund. Von hier stammen die berühmtesten roten Burgunderweine. Die Côte de Nuits liegt nördlich des Anbaugebietes Côte de Beaune. Neben acht Village-Appellationen finden sich mehr als 130 Premier-Cru-Lagen und 24 Grand-Cru-Lagen.
Hier befinden sich die Weinbaugemeinden Marsannay-la-Côte, Fixin, Gevrey-Chambertin, Morey-Saint-Denis, Chambolle-Musigny, Vougeot, Vosne-Romanée und Nuits-Saint-Georges sowie die Einzellagen Romanée-Conti, Bonnes-Mares, Richebourg, Clos de Vougeot und viele weitere Grand-Cru- und Premier-Cru-Lagen, die Weinliebhaber in aller Welt aufhorchen lassen. Dennoch ist diese Region vielen weniger bekannt als etwa das Bordeaux.

## Rebsorten und Weine

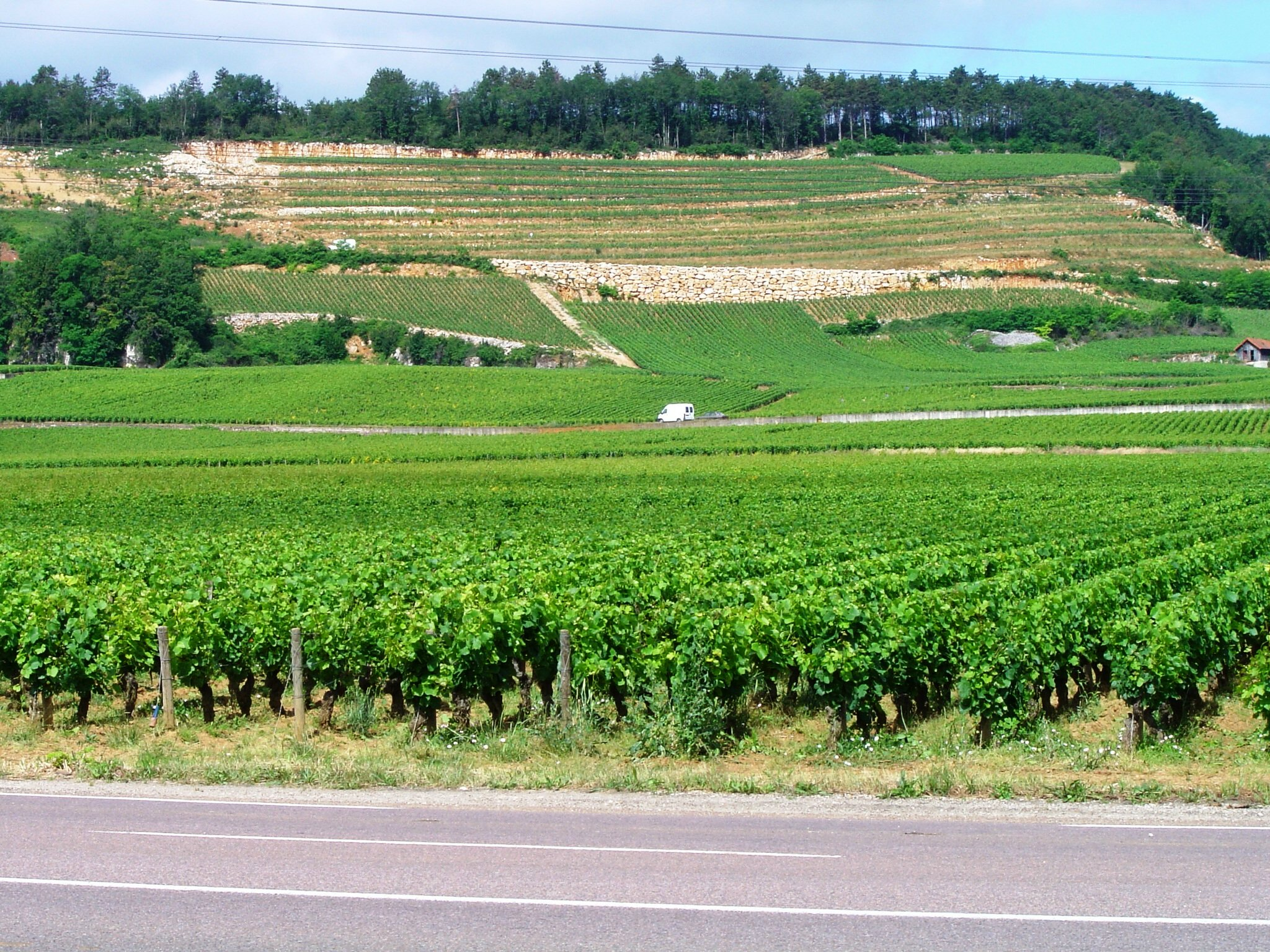
Weinbau an der Côte-de-Nuits

Auf einer Fläche von mehr als 2.750 ha werden jährlich rund 100.000 hl Wein produziert. Auf etwa 90 % der Fläche wird Pinot noir angebaut. Nur 9 % entfallen auf Chardonnay. Die Weinberge befinden sich zwischen 250 und 360 m Höhe über dem Meeresspiegel. Nur eine einzige Premier-Cru-Lage ist Chardonnay vorbehalten, alle anderen sind mit Pinot noir bepflanzt. In den Grand-Cru-Lagen wird praktisch ausschließlich Pinot noir vinifiziert.
In den regionalen Appellationen werden in geringem Umfang auch die Rebsorten Aligoté (weiß) und Gamay (rot) angebaut.

## Appellationen
Folgende Orte haben eine eigene Appellation:
Marsannay
Marsannay ist die nördlichste Weinbaugemeinde an der Côte de Nuits.
Fixin
Fixin ist eine sehr kleine Gemeinde mit 20 ha Premier-Cru-Lagen.
Gevrey-Chambertin
Die größte Weinbaugemeinde an der Côte de Nuits ist Gevrey-Chambertin. Die Rebenmeere ziehen sich von der Waldgrenze bis weit über die Route Nationale 74 in die Ebene hinab. Die Grand Crus liegen am oberen Teil des Hangs. Die Weine, die dort wachsen, gelten als männlich, fleischig, feurig, kurzum: als die kräftigsten roten Burgunder überhaupt. Chambertin und Clos de Beze sind die wuchtigsten Vertreter unter den Grand Crus, Mazis-Chambertin ist der samtigste. Die anderen Lagen bringen ebenfalls sehr gute, aber weniger einheitliche Weine hervor. Unter den Premier Crus ist der sehenswerte Clos St-Jacques hinter dem Dorf hervorzuheben, der bestes Grand-Cru-Niveau aufweist. Die Weine aus diesen tieferen Lagen sind einfacher.
Morey-Saint-Denis
Die Grand Crus liegen oberhalb der Durchgangsstraße der Gemeinde Morey-Saint-Denis. Clos de Tart und Clos de Lambrays ergeben eher leichte, elegante Weine, während Clos St-Denis und Clos de la Roche schon die Statur und Festigkeit des Chambertin besitzen.
Chambolle-Musigny
Direkt am Fuße der Côte liegend liefert die Gemeinde Chambolle-Musigny eher leichte, dafür aber ungemein duftige Weine. Bei keinem anderen Wein kommt das faszinierende Bouquet so deutlich zum Ausdruck wie bei ihnen: süßer Irisblütenduft, unterlegt mit herbem Pflaumenaroma. Die Spitzenlagen sind Les Musigny, die unerhört zarte Weine hervorbringt, und Bonnes Mares.
Vougeot
Das Clos de Vougeot in Vougeot ist mit 50 Hektar das größte Grand Cru der Côte de Nuits. Vollständig von einer Mauer eingefasst, reicht es vom Schloss bis hinunter an die Staatsstraße N 74. Es ist als Klostergarten der früheren Abtei Château de Vougeot die älteste noch existierende Weinbau-Versuchsanstalt der Welt. Systematisch erkundeten die Mönche der Abtei im Mittelalter, welche Reben auf welchen Böden in welcher Hanghöhe am besten gedeihen.
Vosne-Romanée
Vosne-Romanée ist ein kleines verträumtes Dorf, dessen Weinberge das Herzstück der Côte de Nuits bilden. Nirgendwo sind die Weine samtiger, duftiger, feinwürziger, kompletter als dort. Die Grand Crus liegen in der Mitte des Hanges, im Zentrum liegt La Romanée.
Nuits-Saint-Georges
Die Kleinstadt Nuits-Saint-Georges bildet das Handelszentrum der Côte de Nuits. Die Weinberge liegen an den Hängen oberhalb des Städtchens und sind ausschließlich mit Pinot Noir kultiviert. Der Ort besitzt zwar kein Grand Cru, dafür umso mehr Premier Crus, von denen einige Weine hervorbringen, die fast an Grand-Cru-Niveau heranreichen: etwa Clos de la Marechales und Clos de l’Arlot, vor allem aber Les Saint-Georges und Les Vaucrains. Sie sind relativ hell in der Farbe, jedoch kraftvoll in der Zunge und besitzen ein rauchiges, nach süßer Eiche schmeckendes Aroma.

### Grand-Cru-Lagen
Folgende Lagen der Côte de Nuits sind als Grand Cru eingestuft:
- Bonnes Mares ca. 16 ha
- Chambertin 13,29 ha, mehr als 20 Winzer
- Chambertin-Clos de Bèze 15 ha 38 a 87 m².
- Chapelle-Chambertin 5,38 ha
- Charmes-Chambertin 31,61 ha
- Clos des Lambrays 8,9 ha
- Clos de la Roche 16 ha
- Clos Saint-Denis 6,5 ha
- Clos de Tart 7 ha
- Clos de Vougeot 50 ha, aufgeteilt auf über 70 Winzer
- Échezeaux 30 ha
- La Grande Rue 1,65 ha
- Grand Échezeaux 9 ha
- Griotte-Chambertin 5,48 ha
- Latricières-Chambertin 7 ha
- Mazis-Chambertin 4 ha 56 a 11 m²
- Mazoyères-Chambertin ca. 15 ha
- Musigny 10,85 ha. Nur im Musigny ist auch Chardonnay zugelassen. Die Produktion ist aber äußerst gering.
- Richebourg 8 ha
- La Romanée 0,83 ha
- Romanée-Conti 1,8 ha
- Romanée-Saint-Vivant 9,5 ha
- Ruchottes-Chambertin 3 ha 30 a 37 m²
- La Tâche 6 ha